# Lampman
Lampman es un pueblo canadiense situado en la provincia de Saskatchewan.

## Superficie
Lampman tiene una superficie de 2,13 km².

## Demografía
En 2021, tenía 673 habitantes, una densidad poblacional de 316,7 hab./km², y 327 viviendas.